# Фауна Білорусі
Фауна Білорусі

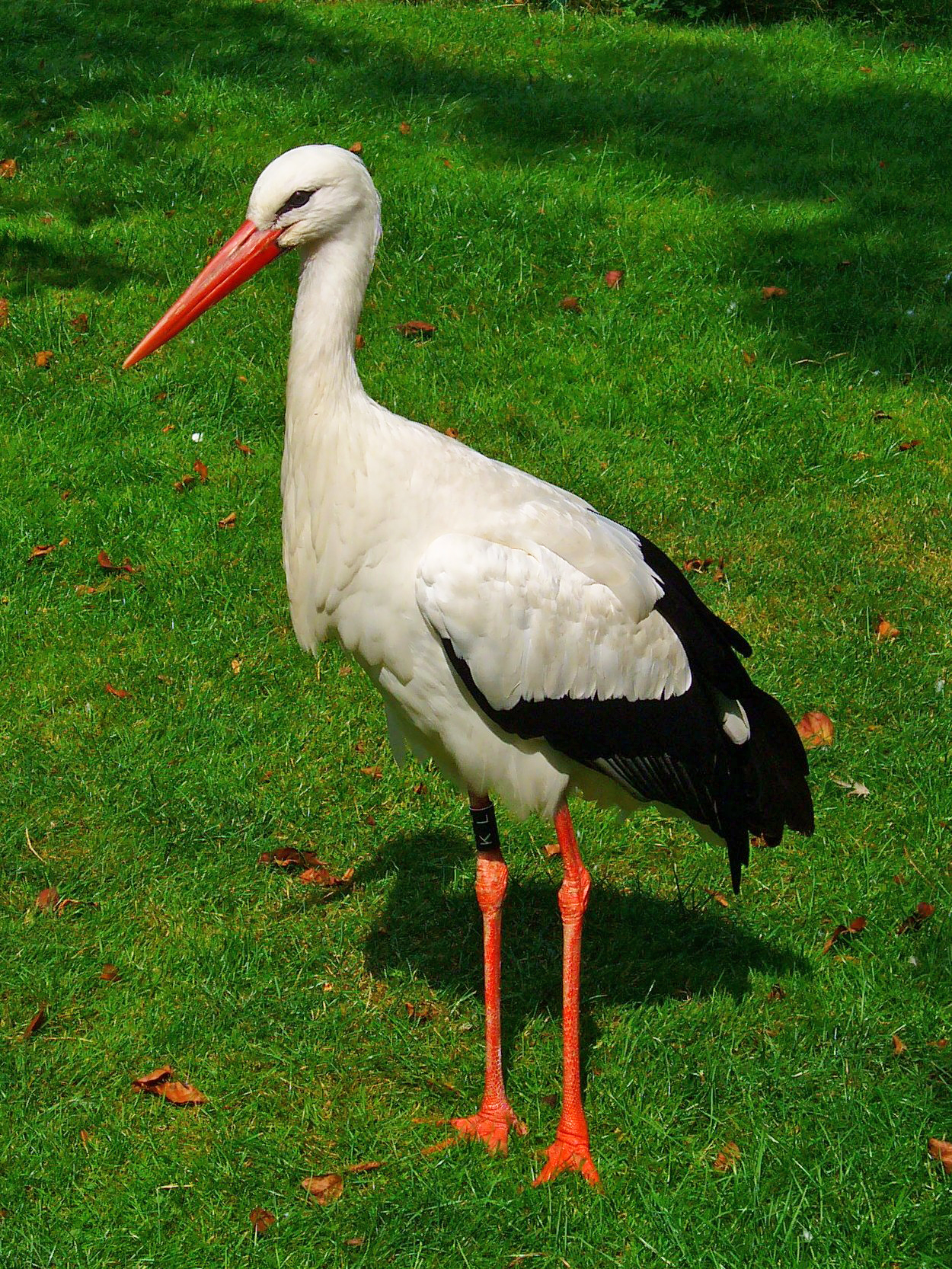
Лелека білий (бусол, бусел), один з символів Білорусі

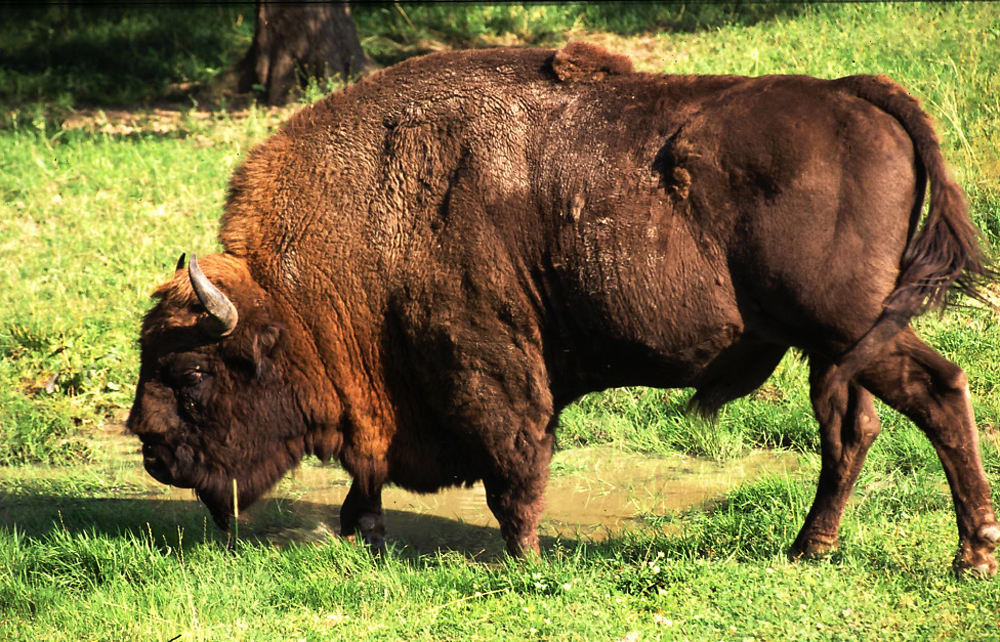
Зубр

Тваринний світ Білорусі налічує понад 81 тис. видів   Стор. 16.   З них хребетних 453 види, серед хребетних найбільшим різноманітністю відрізняються птахи — 298 видів, з яких 225 гніздяться на території країни.
Фауна білорусі складається з мешканців широколистних лісів, тайги і лісостепу. Більшість тварин є представниками європейських широколистних лісів, особливо вони розповсюджені на півдні. Це їжак, соня лісова, олень благородний, сарна, кабан тощо, з птахів — костогриз, соловейко східний, дятли, сови тощо. Тайгові тварини переважають у середній частині й на півночі — лось, бурий ведмідь, рись, білка (вивірка), ялиновий шишкар тощо. Серед тварин лісостепу трапляються заєць сірий, ховрах крапчастий, хом'як звичайний, куріпка сіра, посмі́тюха тощо.
На болотах і біля водойм водяться бобер, видра, норка, з птахів — куріпка біла, журавель сірий, сова болотяна, кулики, мартини, чаплі тощо.
У водоймах Білорусі 59 видів риб (карась, лящ, окунь, плітка, щука тощо) з 18 родин, у тому числі 14 видів, завезених для акліматизації і зарибнення (карась сріблястий, сиг, форель райдужна та ін.).

## Охорона
Станом на 2000 рік у Червону книгу Білорусі (2-ге видання, 1993 рік) було занесено 97 видів хребетних і 85 видів безхребетних тварин. У 3-тє видання Червоної книги Республіки Білорусь (2006 рік) занесено 189 видів, при цьому, порівняно з виданням 1993 року, додано 63 види та виключено 57.

## Використання
Промислове значення мають 22 види ссавців (видра, заєць, кабан, лисиця, лось та ін.), 31 вид птахів, 1 вид рептилій (гадюка звичайна), з безхребетних — слимак садовий, якого заготовлюють з 1990-х переважно для експорту.